# Ortrun Enderleinová
Ortrun Enderleinová (* 1. prosince 1943 Trünzig) je bývalá reprezentantka Německé demokratické republiky v jízdě na saních.
Původně se věnovala házené, od roku 1962 začala sáňkovat v klubu SC Traktor Oberwiesenthal. V roce 1964 získala pro Společné německé družstvo zlatou medaili při premiéře sáňkařského sportu na olympiádě a vytvořila světový rekord 50,87 s. Vyhrála také mistrovství světa v jízdě na saních v letech 1965 a 1967. Čtyřikrát byla mistryní NDR (1963, 1964, 1965 a 1968).
Na Zimních olympijských hrách 1968 již startovala za samostatnou výpravu NDR. Po třech jízdách byla v čele závodu, pak ale soupeři obvinili východoněmecký tým ze zakázaného natírání skluznic chemikálií, která zvýšila teplotu kovu a urychlila tak jízdu. Rozhodčí Enderleinovou a její reprezentační kolegyně po prozkoumání jejich saní diskvalifikovali. Olympijskou vítězkou se tak stala původně třetí Erica Lechnerová z Itálie. Východoněmecký tým se ohradil proti obvinění z podvodu a rozhodnutí jury vzbudilo v atmosféře soupeření mezi mocenskými bloky politický skandál.
V roce 1969 ukončila závodní kariéru, provdala se za Bernda Zöphela a pracovala v továrně na měřicí přístroje v Beierfeldu. V letech 1969 až 1990 byla také funkcionářkou východoněmeckého olympijského výboru. Byl jí udělen Vlastenecký záslužný řád a titul zasloužilé mistryně sportu.